# Esporte Clube Poções
L'Esporte Clube Poções, noto anche semplicemente come Poções, è una società calcistica brasiliana con sede nella città di Poções, nello stato di Bahia.

## Storia
Il club è stato fondato il 22 luglio 1985. Ha vinto il Campeonato Baiano Segunda Divisão nel 1993. Il club ha partecipato alla Coppa del Brasile nel 2000, dove è stato eliminato al secondo turno dal Coritiba, e ha partecipato al Campeonato Brasileiro Série C nel 2007, dove è stato eliminato alla prima fase.

## Palmarès

### Competizioni statali
- Campeonato Baiano Segunda Divisão: 1

1993

### Altri piazzamenti
- Copa do Nordeste:

Semifinalista: 2000